# Церква Всіх Святих (Котельва)
Церква Всіх Святих — зразок російського дерев'яного зодчества другої половини XIX століття, що розташовувався в містечку Котельва на Полтавщині.

## Історія
У 1862 р. за проектом архітектора Ф. І. Данилова будується дерев'яний, однопрестольний храм Всіх Святих. Спочатку існував як приписний до Троїцької церкви. З 80-х рр. ХІХ ст. вже мав свою парафію.
Напр. XIX ст. при церкві була відкрита школа грамоти. У цей же час зросла і її громада, яка становила 2488 парафіян (була більша, ніж Троїцька).
На поч. XX ст. у своєму розпорядженні храм мав 30 десятин 100 кв. сажнів землі для обробітку (садиба складала 1 десятину 95 кв. сажнів). Парафіянами Всіхсвятської церкви були мешканці хутора Лопуховатий (західна частина Михайлівки Першої) та район сучасного «15 з'їзду КПБ (У)» смт. Котельви .
Із приходом радянської влади напр. 20-х років XX ст. потреба в існуванні церкви відпала. У листопаді 1930 р. церковну споруду закрили, а в січні 1931 р. з неї було скинуто дзвони та перейменовано на Будинок колективіста.
Окупаційний режим, який тривав з 9 жовтня 1941 р. у Котельві сприяв своєрідному відродженню релігійного життя. Адже наприкінці року відновили службу Троїцький, Покровський, Миколаївський, Преображенський та Всіхсвятський храми. 
Звільнення села Котельви (11.09.1943) відродили жорстоку політику радянської влади щодо церковних споруд. Так закрилися Покровський, Преображенський, Миколаївський храми на поч. 50-х років XX ст. Цю ж долю спіткав і Всіхсвятський храм, який був спочатку переобладнаний у сільський клуб, а потім у склад отрутохімікатів. До речі, його споруда збереглася до нашого часу, але в занедбаному вигляді. Знаходиться напроти контори СВК «Батьківщина».

## Відомі церковнослужителі храму
- Отець Іоан Криницький (1855–1896 рр.). Похований при храмі;
- о. Павло Рубинський (60-ті рр. XIX ст. — бл. 1881 рр.);
- о. Григорій Рудинський (бл. 1882 — березень 1886 рр.);
- о. Георгій Гревізирський (березень 1886 — бл. 1904 рр.);
- о. Володимир Щербинін (бл. 1905 — квітень 1915 рр.);
- о. Олександр Юшко (квітень 1915 — бл. 1918 рр.);
- псаломщик Петро Криницький (1884 — лютий 1908 рр.);
- псаломщик Симеон Чулко (лютий 1908–1911 рр.);
- псаломщик Сава Кошевий (1912 — грудень 1917 рр.);
- псаломщик Павло Кошевий (1915 р.).